# Louis Michel
Louis Michel (Tienen, 2 de septiembre de 1947) es un político belga, antiguo comisario europeo de Desarrollo y Ayuda Humanitaria entre 2004 y 2009. Es un miembro prominente del partido francófono y liberal Movimiento Reformador. Ocupó el puesto de ministro de Exteriores en su país hasta julio de 2004. 
Comenzó su carrera política en 1967 como líder de los Jóvenes Liberales en el distrito de Nivelles. En 1977 deja de liderar a los jóvenes y se convierte en concejal de Jodoigne hasta 1983, siendo desde entonces alcalde de la localidad. Por otro lado, en 1980 se convertía en secretario general del Partido Reformista Liberal, llegando en 1982 a ser su presidente cargo que ocuparía hasta 1990 y de nuevo de 1995 a 1999.
Ha sido miembro del Parlamento Federal Belga desde 1978 a 2004, primero como diputado (hasta 1999) y los años restantes como senador. Participó en el gobierno de Guy Verhofstadt como ministro de Exteriores y vice primer ministro, hasta que en 2004 fue propuesto como comisario belga en la Comisión Barroso. Ocupó la comisaría de Desarrollo y Ayuda humanitaria hasta julio de 2009. Actualmente es Diputado del Parlamento Europeo.
Es el padre del ex primer ministro de Bélgica y actual presidente del Consejo Europeo, Charles Michel.